# Epeus albus
Epeus albus är en spindelart som beskrevs av Prószynski 1992. Epeus albus ingår i släktet Epeus och familjen hoppspindlar. Inga underarter finns listade i Catalogue of Life.